# Сољани
Сољани су насеље у општини Врбања, у западном Срему, на југу Вуковарско-сремске жупаније, Република Хрватска.

## Географија
Са околним селима спада у подручје Цвелферије. Најближа већа места су Жупања која се налази северозападно од Сољана и удаљена је 28 km и Брчко у БиХ које се налази западно од Сољана и удаљено је 18 km.
Село се налази у источном делу жупањске Посавине, а лежи на равном тлу, надморске висине 86-88 м. Терени према реци Студви, граничном реком са Србијом су још нижи.
Сољани су друмом повезани са још три цвелферска села: с Врбањом према северу (даље према Жупањи), Дреновцима према западу (пут према Брчком) и Строшинцима према југоистоку (пут за Јамену и Сремску Митровицу).

## Настанак и развој села
У време Римског царства на овим просторима пружала се главна римска цеста која је водила према Сирмиуму. У историјским мапама на овом подручју уцртано је место Салдис, а то је била постаја преко које се допремала со из Тузле (у старијим хрватским изворима: "Соли").
Први пут се назив Сољани (Sauly, Sali possesio 1329) помиње у папинским колоналним списима. Интересантно је да се у различитим временима од Римљана, преко средњег века па све до данас на подручју овог села јавља увек име које потјече од речи сол: saldis — sauly — sali — zafalava (мађарски).
У средњем веку на подручју Сољана се увек помиње неколико посједа готово увек и насеобина. Меду њима свакако је најважнији "Zeuzdenreue possesio" 1364. ("Звездани град"), чији остаци темеља постоје и данас са опкопима уз реку Студву. Помиње се да је постојало чак 10 мањих насеобина уз реку Студву који су припадали Моровићима, великашкој фамилији која је изумрла у 15. веку.
Крајем 16. века на подручју данашње Цвелферије било је много турске војске, који су након пораза бежали пред Аустро-угарском војском. При повлачењу, Турци су побили много људи и попалили куће. Преживио је само народ који се сакривао по шумама. Како би лакше преживели, аустријске су им власти предлагале да се удруже у веће заједнице, па се прва већа скупина људи населила на подручју Сољана које се данас назива Старо село. Тамо су саградили и цркву, а како су касније увидели да су је саградили на ниском поплавном терену наставили су градити село у облику слова С, према вишем терену где ће да саграде нову цркву. Саграђене куће су биле велике, јер је у кућама живело више фамилија (задружни начин живота). Грунтовница села добивена је 1804. године, а према тој грунтовници село је подељено на пет делова:
- Село, насељено подручје
- Велики Полој
- Поповци
- Старо село
- Шљивици

Први пописи становништва на овом подручју вођени су 1754. године и то је водила Моровићка жупа којој су тада Сољани и околна села припадали. Према том попису, Сољани имају 46 брачних парова и 175 верника за причест (не броје се деца која нису примила свету причест). То је био католички попис. Први целовити подаци о становништву чувају се у Печуху у бискупској архиви, а говоре да су Сољани 1767. године имали 35 кућа, 344 особе, 67 брачних парова, 252 особе које примају Св. причест, и 111 кризманих. Тада су пописана и имена и презимена становника.
Нагли развитак Сољана почео је у првој половини 18. века и трајао је до Првог светског рата. У том су се периоду почели градити станови (у Срему би рекли салаши).
Станови су по величини и уређености означавали снагу и богатство заједнице. До Првог светског рата Сољани су имали око 85 станова. Најбољи станови у селу тада су били „Галовић станови“. Изградњом станова развијало се пчеларство, сточарство и воћарство. Од воћа су се највише садиле шљиве. У том периоду у село долазе "дротари" и "пенџераши". Дротари су мигрирали из Словачке за бољом зарадом. „Пенџераши“ долазе такође из Словачке, из покрајне Тренчин и Трнава, а они су стављали стакла на прозоре (пенџере) и због тога добили такво име. Потомци ових скупина људи и данас живе у Сољанима.
Први светски рат није се водио на овом подручју иако су људи били војни обвезници на другим подручјима. Многи су избегавали војну обавезу и сакривали се по шумама где су живели у колибама са свињама. Сиротиња из села ишла је у рат за комад земље. Многи су тако и погинули. Према прератном попису из 1910. Сољани су имали 1693 становника. Први светски рат уништио је сољанску привреду јер су многи радно способни људи морали на ратиште. По попису након рата, 1931. године, Сољани су имали 1932 становника.
Након Првог светског рата у Сољане је тадашњи свештеник Иван Барбић довео тридесетак мушке деце из Херцеговине у доби од 10 до 13 година. У Херцеговини је у то време владала глад, па су деца доведена у Сољане и распоређана по кућама да помажу у свакодневним пословима. Касније су се у Сољане доселиле и читаве фамилије, па тако данас ти људи и њихови потомци чине половину становништва села.
Други светски рат донео је велика страдања. Погинуло је педесет младих људи измеду 15 и 30 година.
Након Другог светског рата проведена је аграрна реформа. Газдама је одузета земља, па је тако аграрни максимум износио 10 хектара. 1948. године почеле су се оснивати сељачке задруге у коју су уношене земља, стока, алати и слично. Већ следеће године више од пола села је било у задругама, а у селу су постојале две: Задруга Братство и јединство и Задруга Напредак. У то време је сољански хатар био врло лош јер су у њега слевале воде са врбањског и дреновачког хатара. Комасација је била нужна. Почела је 1946. године, а довршена 1958. Ископано је 133 km канала и изграђено 144 ћуприје. Након комасације, Сољани су постали водеће село у производњи хране у околини. 1960. године почело се са асфалтирањем цесте према Строшинцима и поправљањем сеоских цеста.
Крај века опет је донео рат у држави, али Сољани су опет поштеђени ратних разарања. Но, ипак је шест становника села изгубило живот од непријатељског оружја. Након грађанског рата у Хрватској развој села више стагнира него напредује. Асфалтиране су преостале сеоске цесте и у све улице проведена јавна расвета. У привредном смислу село још није постигло велик напредак.

## Школство
Почетке школства место бележи и пре оснивања месне школе.
Школа у Сољанима основана је давне 1830. године као пучка учионица с једним наставником. Први наставник се звао Иван Шпољар и био је из Сољана. Најпре је то била дрвена школска зграда, а касније је на истом месту изграђена од тврдог материјала (1852), коју су ученици похађали све до 1894. године. Школу је у почетку похађало 50-ак деце. 1894. године је поново изграђена нова школска зграда и то на новој локацији која је имала две учионице и стан за наставника. Та зграда је била у употреби готово цео век све док није изграђена садашња зграда у коју су ученици уселили 1988. године. Број ученика који су похађали школу поступно се повећавао тако да је почетком 20. века школу похађало око 290 ученика. Школа тада прераста у четвероразредну.
Школске године 1941/42. у школу је уписан 291 ученик. Педесетих година школа прелази из четверогодишње у осмогодишњу основну школу. Број деце расте, тако да је године 1971/72. било 506 ученика. Настава се организује у лошим просторним условима и у три смене због помањкања простора. И број наставника се повећава тако да 1971/72. године у настави ради 20 наставника. Током осамдесетих и почетком деведесетих број ученика опада на 197. Преласком у нову школску зграду услови рада се нагло побољшавају. Настава се изводи у полуспецијализованим учионицама. Осим редовне наставе у школи, ученици дио времена проводе у раду у ваннаставним активностима где постижу и запажене резултате.

## Жупа
Првобитно су Сољани и околна села припадали жупи Дреновци. У жупи дреновачкој одржавале су се мисе, крштења и уписи у матичну књигу. Дреновци су добили цркву 1797. године, па су их тада прозвали деканијом за ових 9 села. Сољани су постали самостална капеланија 1899. године, када је дошао и први свештеник у село, а звао се Мато Павић. Те године самосталне капеланије постали су такође и Гуња, Рачиновци, Строшинци, Ђурићи, Јамена. Године 1917, све су се жупе одвојиле и постале самосталне.
Жупна црква сазидана је 1809. године на месту некадашње дрвене цркве. Кирбај је 31. маја, на дан Похођења Богородичина.
Осим те католичке цркве у Сољанима постоји и евангеличка црква чији су чланови припадници словачке националне мањине.

## Култура
Први писани трагови о културним збивањима у Сољанима могу да се нађу у школској споменици о припреми дечјих приредби за Божић 1877. године које је припремала наставница Адела Дукарић. Сољанска младеж била је активна и 1894. при изради школске заставе, а тада се помиње и школско дилетантско друштво. Хрватска народна читаоница основана је 1904. године и осим пучке књижнице имала је и музички тамбурашки збор, а 1936. године основан је мушки певачки збор као огранак Сељачке слоге под вођством Јосипа Раданића. И словачка национална мањина имала је своје просторе у Словачком читаоничком друштву у Сољанима (слв. Slovensky čitaci spolok), основаном 1937. године.
Велика прослава помиње се и 1925. године у поводу хиљаду година хрватског краљевства.
Следбеник тих традиција је и КУД „Славонија“, основан 1947. године, а до данас је деловао са краћим прекидима. Учествује на културним манифестацијама као што су Винковачке јесени и Шокачко сијело. Успостављени су добри пријатељски односи с друштвом „Крнчианка“ из Крнче у Словачкој и сваке године једни другима указују гостопримство. Од 2003. године су склопљени пријатељски односи и с ХКУД „Фра Петар Бакула“ из Посушја који су били гости Сољанцима на културној манифестацији Распјевана Цвелферија 2003. КУД „Славонија“ његује славонске песме, кола и игре. Има и свој тамбурашки састав.
У склопу „Матице Словачке“ делује Словачки КУД „Андрија Пекар“, основан 1993. године, на иницијативу Андрије Пекара. Почели су деловати с педесетак чланова, а активне су певачка и фолклорна секција. Како немају свој музички састав, сарађују са друштвом „Славонија“ и КУД-ом „Људевит Штур“ из Илока.
Од осталих удружења активни су: ШРУ „Штука“ (основана 1956), Удруга жена „Потицај“, DVD Сољани и Ловачка удруга.

## Туризам
У шуми поред Сољана, уз реку Студву, изграђено је излетиште „Звјезданград“ које се налази у близини негдашње турске утврде Звезданград чији се остаци и данас виде, али су зарасли и нису баш приступачни.

## Спорт
У селу постоји само један спортски клуб, и то фудбалски: НК „Славонија“ који је основан 1933. године под именом ШД „Зора“. Осим учествовања у лиги Славонске ногометне зоне није имао значајнијих успеха до данас. Сада се такмичи у II. жупанијској ногометној лиги Вуковарско-сремске жупаније, фудбалски центар Жупања, што је најнижи фудбалски ранг такмичења. У тој лиги такмиче се клубови жупањске Посавине, а НК Славонија бележи резултате који је држе у горњем делу табеле, али у правилу никад на самом врху.

## Становништво
На попису становништва 2011. године, Сољани су имали 1.245 становника.
Кретање броја становника
| Година | Број становника | Опис                                 |
| ------ | --------------- | ------------------------------------ |
| 1767.  | 344             | католички попис                      |
| 1785.  | 578             | попис ђаковачког бискупа по регијама |
| 1857.  | 1049            | први службени попис                  |
| 1931.  | 1932            | редован попис становништва           |
| 1971.  | 2067            | редован попис становништва           |
| 1991.  | 1779            | редован попис становништва           |
| 2001.  | 1554            | редован попис становништва           |
| 2011.  | 1245            | редован попис становништва           |

Сољанима уназад 50 година континуирано опада број становника. Према попису из 2001. године Сољани имају следећу структуру становништва:
Према полу
- Мушких: 619
- Женских: 626
- Укупно: 1245

Број становника у односу на последњи попис 2001. године опао је за више од 300 када је село бројало 1554 становника. Становништво у селу је старо, млади одлазе да живе у друга места, тако да се очекује да ће број становника и даље да се смањује.

## Попис1991.
На попису становништва 1991. године, насељено место Сољани је имало 1.709 становника, следећег националног састава:
| Попис 1991.‍   | Попис 1991.‍  | Попис 1991.‍ | Попис 1991.‍ | Попис 1991.‍ |
| ------------- | ------------ | ----------- | ----------- | ----------- |
|               |              |             |             |             |
| Хрвати        | Хрвати       |             | 1.550       | 90,69%      |
| Словаци       | Словаци      |             | 83          | 4,85%       |
| Муслимани     | Муслимани    |             | 15          | 0,87%       |
| Југословени   | Југословени  |             | 13          | 0,76%       |
| Срби          | Срби         |             | 11          | 0,64%       |
| Мађари        | Мађари       |             | 5           | 0,29%       |
| Словенци      | Словенци     |             | 4           | 0,23%       |
| Немци         | Немци        |             | 1           | 0,05%       |
| Пољаци        | Пољаци       |             | 1           | 0,05%       |
| остали        | остали       |             | 1           | 0,05%       |
| неопредељени  | неопредељени |             | 3           | 0,17%       |
| непознато     | непознато    |             | 22          | 1,28%       |
| укупно: 1.709 |              |             |             |             |

## Презимена
У Сољанима се уз староседелачка, шокачка презимена: Бартоловић, Ковановић, Рогић, Галовић, Ждерић, Шпољар, Владисављевић и др. могу чути и презимена која су Словаци и Херцеговци донијели настањивањем. Нека од словачких презимена су: Ожват, Сич, Хорват, Чуха, Шпрох и Јурик. Досељавањем Херцеговаца дошла су сљедећа презимена: Вукоја, Солдо, Михаљ, Перко, Топић, Токић, Шушак, Шимић, Баришић и друга. Има у Сољанима досељника из босанске посавине тако да има и босанских презимена у Сољанима и то Салатовић, Филиповић, Лучић, Ђукић, Мичић, Ламешић, Стјепановић, Хрговчић, Туфекчић и још пуно других босанских презимена

## Познате личности
- Иван Ћосић, фудбалер Штитгартер Кикерса и хрватске младе репрезентације (категорија „испод 19").